# F-06E
ドコモ スマートフォン ARROWS NX F-06E（ドコモ スマートフォン アローズ エヌエックス エフゼロロクイー）は、富士通によって開発された、NTTドコモの第3.9世代移動通信システム（Xi）と第3世代移動通信システム（FOMA）のデュアルモード端末である。ドコモ スマートフォン（第2期）のひとつ。

## 概要
F-02Eの後継機種だが、SoCが従来のARROWSシリーズのフラッグシップモデルで採用されていたNVIDIA Tegra 3からQualcomm Snapdragon 600へと変更されている。当初はdocomo NEXT seriesの端末として開発されていた。なお製品名の「NX」の「N」には、「New」「Next」「Nippon」の意味が込められており、「新しい次世代の日本のスマートフォン」として名称が与えられた。またF-04Eで採用されていた64GBストレージやREGZA Phone T-02Dの角張ったフォルムも実質的に受け継いでいる。
ドコモの2013年夏モデルでは最大級となる5.2インチのフルHDディスプレイを搭載しており、フルセグ放送の受信にも対応している。
5.2インチの大画面を搭載しながらも、狭額縁設計により、本体の幅は70ミリと持ちやすさや操作性に配慮している。また左右側面には、ヘアライン加工のメタル調フレームが使われているほか、背面には、従来の機種から採用している傷がつきにくく、塗装が剥がれにくいウルトラタフガードplusに加え、本物のダイヤモンド粒子を加えた塗装を施すことにより、耐久性が通常の塗装に比べ、約3.5倍向上した。
カメラは、有効画素数が1630万画素（アウトカメラ）/130万画素（インカメラ）で、アウトカメラには、ソニー製の裏面照射型CMOSセンサー「Exmor R for mobile」と富士通セミコンダクター製の画像処理エンジン「Milbeaut Mobile」を採用。新たにフラッシュの光量が大幅にアップし、被写体の距離に応じた明るさで光り、白飛びや光量不足のない綺麗な写真が撮影できる「インテリジェントフラッシュ」やマルチ測光方式で明るさの最適制御を行い、黒つぶれや白飛びを抑える「マルチAE」、逆光時でもつぶれを抑えた動画撮影ができる「WDR（ワイドダイナミックレンジ）」を追加。さらにARROWSシリーズでは初めての動画撮影時の手ブレ補正に対応した。
国内メーカー製のスマートフォンにおいて初めてドルビーデジタルプラスを搭載し、さらにドコモ向けARROWSシリーズ初のNFC決済に対応した。またDLNA連携機能はDTCP-IPに加え、リモートアクセス対応の専用NASに保存された自宅で録画した番組やマルチメディアコンテンツを屋外での視聴や閲覧ができるDTCP+にも対応。さらにテレビとの接続はMHLに加え、Wi-Fi経由で映像出力が可能なMiracastにも対応した。
付属品の卓上ホルダは、横置きのクレードルタイプとなった。また本体スピーカーからの音抜けをよくするためのダクトが設けられているほか、本体をセットすると、充電と同時に「シアターモード」と呼ばれるYouTubeやNOTTV、フルセグ/ワンセグなどの動画視聴に特化した横画面用のメニュー画面に切り替わる。
バッテリー容量は3020mAhで、F-02Eと比べて約20%増加している。「2日間以上を上回る長持ち」と強調するが、ドコモ向けARROWSシリーズのスマートフォンとしては初めてバッテリーの取り外しは不可となっている（交換代金は7,245円）。
なお本体に破損（バックパネル等の小さな破損も）があれば、外装交換扱いとなる。
本機種は消費者の信頼を得るため、様々な製品テストを行っている。その結果、過去のARROWSシリーズに見られた発熱などのトラブルが解消され、各メディアで高い品質評価を得ていることが確認された。ちなみに生産している工場は、栃木県大田原市にある「富士通那須工場」にて行っている。
キャッチコピーは「5.2インチ大画面＆3020mAh大容量バッテリー。使いやすさも極めたARROWSの頂点」などがある。

## 搭載アプリ
Google標準アプリ
- Chrome
- Gmail
- Google+
- Google検索
- Google設定
- Playストア
- Playブックス
- Playミュージック
- Playムービー
- YouTube
- トーク(→ハングアウト)
- ナビ
- マップ
- メッセンジャー
- ローカル
- 音声検索

メーカー提供アプリ
- DiXiM Player
- Document Viewer
- KSfilemanager ※東京システムハウス提供
- おサイフケータイ
- カメラ
- ギャラリー
- クレーンゲーム ※DeNA提供
- スッキリ目覚まし
- テレビ
- ブラウザ
- メール
- メッセージ
- 健康生活日記
- 設定
- 電卓
- 統合辞書+
- 取扱説明書
- 予定表

## 主な機能
| 主な対応サービス                                | 主な対応サービス                                   | 主な対応サービス                     | 主な対応サービス                                       |
| ----------------------------------------------- | -------------------------------------------------- | ------------------------------------ | ------------------------------------------------------ |
| タッチパネル/加速度センサー                     | Xi/FOMAハイスピード                                | Bluetooth                            | DCMX/おサイフケータイ/NFC/かざしてリンク/赤外線/トルカ |
| ワンセグ/フルセグ/モバキャス                    | メロディコール                                     | テザリング                           | WiFi IEEE802.11a/b/g/n/ac                              |
| GPS                                             | spモードメール（→ドコモメール）/電話帳バックアップ | デコメール/デコメ絵文字/デコメアニメ | iチャネル                                              |
| エリアメール/ソフトウェアーアップデート自動更新 | デジタルオーディオプレーヤー(WMA)(MP3他)           | GSM/3Gローミング(WORLD WING)         | フルブラウザ/Flash Player                              |
| Google Play/dメニュー/dマーケット               | Gmail/Google Talk/YouTube/Picasa                   | バーコードリーダ/名刺リーダ          | ドコモ地図ナビ/Google Maps/ストリートビュー            |

## 歴史
- 2013年5月15日 - NTTドコモより発表。
- 2013年6月1日 - 事前予約開始。
- 2013年6月7日 - 発売開始[15]。

## アップデート・不具合など
2013年6月27日のアップデート
- 通話中、受話口から異音が聞こえる場合がある不具合を修正する。
- ビルド番号がV17R45BからV19R47Fになる。

2013年7月29日のアップデート
- 充電中にタッチパネル操作すると、正常に反応しない場合がある不具合を修正する。
- ビルド番号がV19R47FからV21R48Dになる。

2013年10月15日のアップデート
- 本機を長時間使用すると、まれに再起動する場合がある不具合を修正する。
- カメラアプリで静止画を撮影すると、エラーメッセージが表示されカメラアプリが強制終了する場合がある不具合を修正する。
- また、dビデオやdアニメストアコンテンツのMHL出力機能に対応する。
- ビルド番号がV21R48DからV22R49Bになる。

2013年11月11日のアップデート
- 電池残量が正しく表示されない場合がある不具合を修正する。
- ビルド番号がV22R49BからV25R51Cになる。

2015年4月27日のアップデート
- 携帯電話（本体）の操作中に再起動する場合がある。
- ビルド番号：V26R52D